# Кос Масдейк
Кос Масдейк (нід. Koos Maasdijk, 19 вересня 1968) — нідерландський академічний веслувальник.
Олімпійський чемпіон 1996 року в складі вісімки, учасник 1992 року.